# Demián Rugna
Demián Rugna (Haedo, 13 de setembre de 1979) és un director de cinema, guionista, editor de pel·lícules de terror i músic argentí.

## Primers anys
De petit comença a crear les seves pròpies historietes recreant les seves pel·lícules favorites. Això ho porta, diversos anys després, a estudiar dibuix d'historietes amb Horaci Lalia, de qui aprèn a plasmar visualment les seves històries. En 2003, es llicencia en disseny audiovisual a la Universitat de Morón.
En 2005, i després de realitzar nombrosos curtmetratges dins del gènere de terror, escriu el guió original de la pel·lícula La muerte sabe tu nombre. En 2007 dirigeix el seu primer llargmetratge, basat en un dels seus curtmetratges homònims La última entrada. En 2008 va escriure el guió original d’Ellos quieren mis ojos.
La seva segona pel·lícula com a director va ser Malditos Sean!, coescrita i codirigida amb Fabián Forte, va ser estrenada comercialment en sales nacionals l'any 2013. Entre 2016 i 2017 es van estrenar dos dels seus treballs: No sabés con quién estás hablando i Aterrados. Aquesta última va ser un succés sent considerada una de les millors pel·lícules argentines de terror en anys. Si bé el seu recorregut comercial va ser més que destacable donada la limitada estrena amb la que va comptar, després del seu desembarcament al servei de streaming Netflix, la pel·lícula va aconseguir excel·lents números d'audiència.
El2022 Rugna roda el seu següent llargmetratge al mateix temps que participa en el projecte Hispanos satánicos, antologia de relats de terror de diversos directors llatinoamericans, amb el seu relat titulat Yo también lo vi.Després Quan acecha la maldad, cinquè llargmetratge del director, es va estrenar al Festival Internacional de Cinema de Toronto de 2023 en la secció Midnight Presentations.

## Filmografia
- La última entrada (2007)
- Malditos Sean! (2011): els relats Cafeomancia i El curandero
- El mate amargo (2012)
- No sabés con quién estás hablando (2016)
- Aterrados (2018)
- Hispanos satánicos (2022): el relat Yo también lo vi
- Cuando acecha la maldad (2023)

## Premis i reconeixements
- Premi al Millor Llargmetratge del LVI Festival Internacional de Cinema Fantàstic de Catalunya per la seva cinta  “Cuando acecha la maldad”.[4]
- Premi a la millor pel·lícula i al millor director en la XVIII edició dels Premis Sur.[5]